# Günter Haritz
Günter Haritz (* 16. Oktober 1948 in Heidelberg) ist ein ehemaliger deutscher Radrennfahrer.

## Sportlicher Werdegang
Günter Haritz war Spezialist für die Mannschaftsverfolgung sowie für Sechstagerennen. Er gehörte zum „Gold-Vierer“ des Bundestrainers Gustav Kilian, der zweimal – 1970 und 1973 – die Weltmeisterschaft gewann sowie bei den Olympischen Sommerspielen 1972 in München die Goldmedaille in der Mannschaftsverfolgung errang (mit Jürgen Colombo, Udo Hempel, Günther Schumacher und Peter Vonhof). Als Amateur startete Haritz für den Verein „RSV Edelweiß Oberhausen“.
Nach dem zweiten WM-Sieg 1973 trat Haritz, genannt „der Blitz aus Leimen“, zu den Profis über. Zuvor hatte er bereits eine Reihe von Sechstagerennen für Amateure (so zweimal in Frankfurt am Main) gewonnen. In den folgenden Jahren startete er bei 83 Sechstagerennen, von denen er elf gewann. Sieben Rennen gewann er gemeinsam mit René Pijnen, zwei mit Dietrich Thurau sowie je eines mit Patrick Sercu und Bernard Thévenet. 1976 wurde er gemeinsam mit Pijnen Europameister im Zweier-Mannschaftsfahren. Insgesamt konnte er im Lauf seiner Karriere in vier Disziplinen (Straßenrennen, Omnium, Mannschaftsverfolgung und Zweier-Mannschaftsfahren) nationale Meistertitel gewinnen. 1975 siegte er bei den Derny-Europameisterschaften.
Auch fuhr Günter Haritz erfolgreich Straßenrennen. 1974 wurde er deutscher Straßenmeister, 1975 belegte er den zweiten und 1976 den dritten Platz. Seine Einsätze bei den UCI-Straßenweltmeisterschaften verliefen dagegen weniger erfolgreich: 1973, 1974, 1975, 1977, 1978 und 1979 schied er aus.

## Diverses
1972 wurde Haritz mit dem Silbernen Lorbeerblatt ausgezeichnet. 1973 wurde er mit dem Vierer zur Mannschaft des Jahres gewählt. 1980 trat Haritz vom aktiven Radsport zurück. Heute betreibt er ein Fahrradgeschäft in Leimen. Er ist Ehrenbürger seines Wohnortes.

## Erfolge

### Meisterschaften
1970
- Amateur-Weltmeister – Mannschaftsverfolgung (mit Peter Vonhof, Hans Lutz und Ernst Claußmeyer)
- Deutscher Amateur-Meister – Omnium

1971
- Amateur-Weltmeisterschaft – Mannschaftsverfolgung (mit Udo Hempel, Peter Vonhof und Jürgen Colombo)

1972
- Olympiasieger – Mannschaftsverfolgung (mit Jürgen Colombo, Udo Hempel und Günther Schumacher)
- Deutscher Amateur-Meister – Omnium, Zweier-Mannschaftsfahren (mit Rainer Erdmann)

1973
- Amateur-Weltmeister – Mannschaftsverfolgung (mit Günther Schumacher, Peter Vonhof und Hans Lutz)

1974
- Deutscher Meister – Straßenrennen

1975
- Europameister – Dernyrennen[2]

1976
- Europameister – Zweier-Mannschaftsfahren (mit René Pijnen)

### Sechstagerennen
1975
- Frankfurt (mit René Pijnen)
- London (mit René Pijnen)
- München (mit René Pijnen)
- Münster (mit René Pijnen)
- Zürich (mit Patrick Sercu)

1976
- Berlin (mit Dietrich Thurau)
- Bremen (mit René Pijnen)
- Frankfurt (mit Dietrich Thurau)
- Münster (mit René Pijnen)
- Grenoble (mit Bernard Thévenet)

1977
- Köln (mit René Pijnen)

## Teams
- 1975–1977 TI-Raleigh
- 1978 Ijsboerke
- 1979–1980 Kondor